# Hampshire County Council
De Hampshire County Council (HCC) is een raadsorgaan dat het grootste deel van het graafschap Hampshire in Engeland bestuurt. Dit orgaan is het hoogste lokale bestuur. Onder dit bestuur vallen de districtsraden op het platteland, stadsraden en gemeenteraden. De HCC heeft 78 leden en is gevestigd in de stad Winchester.

## Taken
De taken van de HCC bestaan uit het uitvoeren van een aantal diensten voor de gemeenschap, zoals:
- Onderhoud van het (snel-)wegennet
- Huisvuil ophalen
- Diensten voor kinderen (inclusief sport, scholing, zorg voor families en jongeren)
- Verzorgende taken
- Bibliotheken
- Educatieve centra
- Musea
- Tentoonstellingsruimtes voor kunstenaars
- Parken
- Volksgezondheid

De medewerkers van de HCC werken in afdelingen die deels in het hoofdkwartier, oftewel het Winchester Castle, alsook op andere plekken in het graafschap werkplekken hebben.

## Onderafdelingen
Het bestuur heeft een aantal onderafdelingen in districten en boroughs. Deze lokale raden zijn:
- Basingstoke and Deane Borough Council
- East Hampshire District Council
- Eastleigh Borough Council
- Fareham Borough Council
- Gosport Borough Council
- Hart District Council
- Havant Borough Council
- New Forest District Council
- Rushmoor Borough Council
- Test Valley Borough Council
- Winchester City Council

### Onafhankelijke eenheden
- Portsmouth City Council
- Southampton City Council
- Isle of Wight Council

## Verkiezingen
Bij de lokale raadsverkiezingen in Groot-Brittannië op 2 mei 2013 kreeg de Conservatieve Partij 37,51% van de stemmen, de Liberal Democrats 21,71%, de UK Independence Party 24,61% en Labour kreeg 10% van de stemmen. Vertaald in zetels kregen de Conservatieven 45 zetels, de Liberaal-Democraten 17, UKIP 10 en Labour kreeg één zetel in de raad.

## Prominente leden
- Henry Paulet, 16th markies van Winchester, voorzitter 1904–1909
- James Harris, 5th graaf van Malmesbury, voorzitter 1927–1937
- Sir John Crowder, lid 1931–1946
- Horace King, baron van Maybray-King, lid 1946–1965
- John Denham (Hampshire County Council), lid 1981 to 1989,
- Mike Hancock, voorzitter 1989 to 1997
- Henry Herbert, 7th graaf van Carnarvon, voorzitter
- Alexander Baring, 6th baron van Ashburton, lid
- Roy Perry, voorzitter
- Percivall Pott, gekozen lid1949